# Sovrani di Neuchâtel
Il Canton Neuchâtel è stato l'unico cantone svizzero ad essere governato da una monarchia dal medioevo fino ai tempi moderni.

## Storia
L'imperatore Corrado II il Salico nel 1034 infeudò Ulrico I di Neuchâtel di questo e della Contea di Fenis. Con questo atto Corrado si garantiva un vassallo contro le mire del conte di Borgogna Rinaldo, ma anche per un alleato contro Ottone I di Vermandois che già nel 1025 aveva tentato una incursione nel Bassigny attaccando il re Rodolfo III di Borgogna, zio e predecessore di Corrado II.

## Casa di Neuchâtel
- 1034-1070: Ulrico I di Neuchâtel
- 1070-1099: Rodolfo I di Neuchâtel
- 1099-1132: Ulrico II di Neuchâtel
- 1132-1164: Rodolfo II di Neuchâtel
- 1164-1209: Ulrico III di Neuchâtel
- 1209-1213: Rodolfo III di Neuchâtel
- 1213-1260: Bertoldo I di Neuchâtel
- 1260-1270: Rodolfo IV di Neuchâtel
- 1270-1286: Amedeo I di Neuchâtel
- 1286-1325: Rodolfo V di Neuchâtel
- 1325-1373: Luigi I di Neuchâtel
- 1373-1395: Isabella di Neuchâtel

## Hocheberg
- 1395-1424: Corrado IV di Friburgo
- 1424-1457: Giovanni di Friburgo

## Baden
La Casa di Baden nel suo ramo di Baden-Sausenberg (detto "di Hocheberg") succede ai Furstemberg dopo una contesa sull'eredità. Infatti Rodolfo di Hochberg e Luigi di Chalon portavano ambedue diritti sulla contea: Luigi in quanto tedesco e come cognato del conte Giovanni; Rodolfo in quanto discendente diretto (ma per via femminile) del nonno del conte Giovanni, erede testamentario e candidato scelto dai cittadini della contea. Nel 1458 Rodolfo di Hochberg succede a Giovanni di Furstemberg.
- 1458-1487: Rodolfo di Hochberg
- 1487-1503: Filippo di Hochberg

Alla morte del conte Filippo sua figlia Giovanna di Hochberg sposa Luigi d'Orléans.

## Orléans-Longueville
- 1504-1516: Luigi I
- 1516-1543: Giovanna di Hochberg reggente per i nipoti
- 1543-1551: Francesco I, dopo la morte di Giovanna sotto la tutela del nonno materno il duca Claudio I di Guisa e poi dello zio il cardinale Carlo di Lorena
- 1551: Crisi di successione risolta dal Tribunale dei Tre Stati
- 1551-1573: Léonor
- 1573-1595: Enrico I sotto la reggenza della madre Maria di Borbone-Véndome
- 1595-1601: Enrico II sotto la reggenza della nonna Maria di Borbone-Véndome
- 1601-1617: Enrico II sotto la reggenza della madre, Caterina Gonzaga-Névers
- 1601-1663: Enrico II
- 1663-1668: cosignora dei due fratelli Giovanni Luigi e Carlo Parigi sotto la reggenza della madre, Anna Genoveffa di Borbone-Condé
- 1668-1672: Carlo-Parigi da solo
- 1672-1674: Crisi di successione tra Anna Genoveffa di Borbone-Condé e Maria d'Orléans-Longueville, risolta in favore della prima dal Tribunale dei Tre Stati
- 1674-1679: Giovanni Luigi sotto la reggenza della madre Anna Genoveffa di Borbone-Condé
- 1679-1682: Giovanni Luigi sotto la reggenza della sorellastra Maria d'Orléans-Longueville
- 1679-1694: Giovanni Luigi sotto la reggenza del principe di Condè e del duca di Borbone
- 1694-1707: Maria

## Hohenzollern (Sovrani di Prussia)
Nel 1707, il titolo di principe di Neuchâtel venne attribuito alla casata tedesca dei sovrani di Prussia. Durante il periodo napoleonico il principato venne assegnato a Louis Alexandre Berthier che ne fu principe tra 1806 e 1814. Nel 1815 il principato di Neuchâtel divenne membro pieno della Confederazione Elvetica, fu la prima monarchia ammessa nella confederazione. La situazione cambiò nel 1848 quando, dopo una rivoluzione, venne istituito un governo repubblicano.
- 1707–1713: Federico I
- 1713–1740: Federico Guglielmo I
- 1740–1786: Federico II
- 1786–1797: Federico Guglielmo II
- 1797–1840: Federico Guglielmo III
- 1840–1857: Federico Guglielmo IV (rinuncia al titolo di Principe di Neuchâtel)